# Antonio Rosmini-Serbati

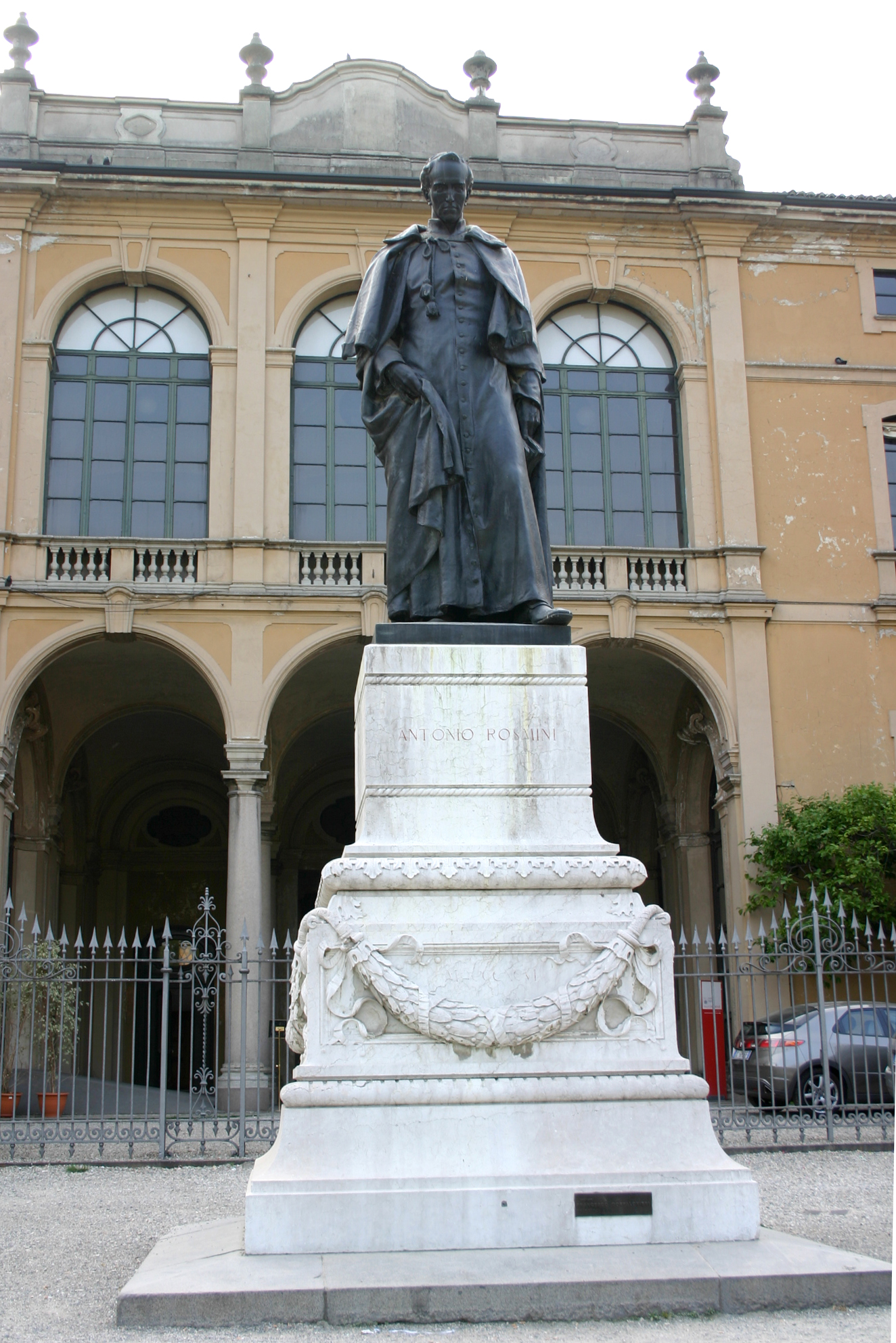

Antonio Francesco Davide Ambrogio Rosmini Serbati (ur. 24 marca 1797 w Rovereto, zm. 1 lipca 1855 w Stresie) – myśliciel i filozof włoski. Błogosławiony Kościoła katolickiego.

## Życiorys
Urodził się w rodzinie szlacheckiej. Był drugim synem Pier Modesto i Giovanny hrabiny Formenti di Biacesa del Garda. W latach 1804–1814 uczęszczał najpierw do szkoły powszechnej, a następnie do gimnazjum w rodzinnym mieście. W latach 1814–1816 również w Rovereto prywatnie studiował filozofię, matematykę i fizykę pod okiem ks. Piero Orsi. W 1816 r. rozpoczął studia na uniwersytecie w Padwie, studiował prawo i teologię. Przed końcem studiów, w 1821 r. przyjął święcenia kapłańskie w mieście Chioggia. Studia ukończył w 1822 r. Oprócz teologii miał głębokie zamiłowanie do studiów filozoficznych, do których zachęcał go także papież Pius VII.
W 1826 r. przeniósł się do Mediolanu, gdzie zaprzyjaźnił się blisko z Alessandro Manzonim, który powiedział o nim: „to jedna z sześciu lub siedmiu inteligencji, które są wielkim zaszczytem dla ludzkości”. Jego pisma wzbudzały podziw takich myślicieli jak Niccolò Tommaseo i Vincenzo Gioberti, którzy stali się jego przyjaciółmi.
W 1830 r. założył w Domodossola zgromadzenie zakonne pod nazwą Istituto della Carità, zwane „rosminianami”. Konstytucje nowego zgromadzenia zostały zaaprobowane przez papieża Grzegorza XVI w 1839 r.
W latach 1830–1848 opublikował swoje najważniejsze dzieła, ich zwieńczeniem była praca zatytułowana O pięciu ranach Kościoła Świętego (Delle cinque piaghe della Santa Chiesa) z 1848 r.
W tym samym roku, w piśmie Konstytucja zgodnie ze sprawiedliwością społeczną (La costituzione secondo la giustizia sociale), opowiedział się za monarchią konstytucyjną i poparł neogwelfistyczny program typu giobertiańskiego, który przewidywał stworzenie federacji państw włoskich na czele z papieżem. Podczas pierwszej wojny o niepodległość, rząd Piemontu powierzył Rosminiemu misję do papieża Piusa IX, aby zaproponować mu zawarcie konkordatu i utworzenie wspomnianej federacji. Misja jednak nie przyniosła skutków, gdyż papież nie poparł proponowanych idei. Kiedy została ustanowiona Republika Rzymska rządzona przez triumwirat złożony z Giuseppe Manziniego, Aurelio Saffiego i Carlo Armelliniego, a papież schronił się w mieście Gaeta, Rosmini towarzyszył mu i napisał krótkie pismo polemiczne Il socialismo e il comunismo. Mimo to zajmowana przez niego dość liberalna pozycja sprawiła, że Kościół odnosił się do niego z nieufnością, a sam Rosmini musiał wyjechać do miejscowości Stresa. W 1849 r. jego dzieło Delle cinque piaghe della Santa Chiesa oraz pismo Costituzione civile secondo la giustizia sociale znalazły się na indeksie ksiąg zakazanych. W 1854 r. Święte Oficjum pozwoliło na swobodny dostęp do jego dzieł, ale w 1887 r., gdy tomizm stał się oficjalną filozofią Kościoła, niektóre zdania wyjęte z dzieł Rosminiego zostały potępione.
Rosmini zmarł w Stresa w 1855 r. po ośmiogodzinnej agonii. Wszystko, co posiadał, zapisał w testamencie zakonnikom z założonego przez siebie Istituto della Carità.

## Beatyfikacja
Papież Jan Paweł II zrehabilitował go w Encyklice ''Fides et ratio'' (1998 r.), zaliczając go do grona myślicieli, których można „wskazać (...) jako znamienne przykłady pewnego typu refleksji filozoficznej, która wiele zyskała dzięki konfrontacji z prawdami wiary” (Fides et ratio 74). Pozwolił też na rozpoczęcie procesu beatyfikacyjnego, który skończył się na etapie diecezjalnym w Novarze 21 marca 1998 r. Papież Benedykt XVI zezwolił na promulgację dekretu o uznaniu heroiczności cnót Rosminiego, co było kolejnym krokiem do jego beatyfikacji, która dokonana została 18 listopada 2007 w Novarze przez kard. José Saraivę Martinsa.

## Myśl

### Teoria poznania
Rosmini propagował tezy filozoficzne kontrastujące zarówno z myślą oświeceniową, jak i filozofią opartą na doświadczeniu. Podkreślając niezbywalność praw naturalnych osoby ludzkiej, takich jak własność prywatna, wszedł w polemikę z socjalizmem i z komunizmem, postulując istnienie państwa, którego interwencja miałaby minimalny wymiar. W swojej filozofii szedł śladami koncepcji św. Augustyna i św. Tomasza, nawiązując również do Platona.
Zamiarem Rosminiego było stworzenie systemu filozofii chrześcijańskiej we wszystkich jej aspektach. Punktem wyjścia jego idei jest polemika z każdą formą subiektywizmu i filozofii opartej jedynie na doświadczeniu. Uznaje on je bowiem za źródło wszelkich przewrotów moralnych i politycznych. Podstawową kwestią jest dla niego znalezienie obiektywnej, a nie tylko subiektywnej i arbitralnej podstawy dla prawdy i poznania. Na temat źródeł pojęć zostały, według niego, wypracowane rozmaite teorie, które są błędne albo z powodu niedoboru (John Locke i Étienne de Condillac), albo przesady (Platon, Gottfried Leibniz i Immanuel Kant). Te pierwsze doszukują się źródła pojęć jedynie we wrażeniu, które jest jednostkowe, w odróżnieniu do pojęć, które są uniwersalne. Tym teoriom przeciwstawiają się inne, mówiące o pojęciach wrodzonych, czyli nie pochodzących z wrażeń zmysłowych. Ich błędem, według Rosminiego, jest to, że uznają, iż pojęcia wrodzone są wielorakie. Według niego zaś istnieje tylko jedno pojęcie wrodzone, podstawa wszelkiego poznania. Jest to pojęcie bytu. Każde poznanie bowiem sprawia przypisanie egzystencji temu, co jest poznawane. Jeżeli tak, to znaczy, że pojęcie bytu musi być już posiadane wcześniej, a nie nabyte na drodze doświadczenia. Pojęcie zaś to idea pewnej rzeczy, istniejąca niezależnie od jakiejkolwiek modyfikacji wywołanej przez inną rzecz. Pojęcie bytu nie może dochodzić do człowieka z wrażeń, bo one pozwalają poznać jedynie relację, jaka istnieje między rzeczami a nami, podczas gdy istnienie samo w sobie jest czymś absolutnym, a nie relatywnym. Pojęcie bytu nie może też pochodzić z poczucia własnej egzystencji, gdyż ona nie jest dostępna dzięki doświadczeniu wewnętrznemu, które dostarcza tylko doświadczenia mojego istnienia, a nie pojęcia istnienia w sensie uniwersalnym. To prowadzi do stwierdzenia, że pojęcie bytu jest uprzednie w stosunku do pojęcia „ja”. Pojęcie bytu nie pochodzi więc ani z doświadczenia wewnętrznego, ani zewnętrznego, a więc jest wrodzone, czyli obecne w człowieku już od urodzenia. Ponadto jest ona warunkiem każdego sądu, czyli powiązania podmiotu z orzeczeniem, ale będąc prostym, nie potrzebuje ze swej strony podmiotu i orzeczenia, a więc nie wymaga sądu, aby mogło być pojęte.
Z takiego postawienia kwestii gnozeologicznej wynikają pewne konsekwencje, które przeciwstawiają się subiektywizmowi. Przede wszystkim, przeciwko zapoczątkowanego przez Kartezjusza faworyzowaniu „ja”, Rosmini stwierdza, że poznanie siebie nie jest bardziej wiarygodne niż poznanie jakiejkolwiek innej rzeczy. Ponadto w pojęciu bytu zakorzenione są zasady tożsamości, niesprzeczności i przyczynowości. Z pojęcia bytu rodzą się też inne pojęcia, to znaczy uniwersalne nazwy rzeczy, łącząc z doświadczeniem pojęcie konkretnego bytu, który jest jego przyczyną.

### Delle cinque piaghe della Santa Chiesa
Jest to najbardziej znane dzieło Rosminiego, w którym autor z odwagą i przenikliwością wskazuje na konieczność reform w Kościele, wyprzedzając w tym w pewien sposób Sobór watykański II. Z powodu napiętnowania pewnych zjawisk obecnych w Kościele, dzieło to znalazło się w 1849 r. na indeksie i stało się źródłem polemiki nazwanej „kwestią rosminiańską”.
Dzieło podzielone jest na 5 rozdziałów, z których każdy odpowiada jednej ranie, porównanej do rany Chrystusa. Schemat każdego rozdziału jest taki sam: 1) optymistyczny obraz Kościoła starożytnego; 2) fakt, który zmienia ogólną sytuację; 3) rana; 4) lekarstwo.

#### Pierwsza rana
Podział między ludem a duchowieństwem w kulcie publicznym. W starożytności kult był środkiem do katechizowania i formacji, a lud uczestniczył w kulcie. Następnie najazdy barbarzyńskie, zanik łaciny, słabe uświadomienie ludu, tendencja kleru do tworzenia kasty stworzyły mur między ludem a duchowieństwem. Lekarstwo: nauka łaciny, wyjaśnianie ceremonii liturgicznych, używanie mszalików w językach narodowych.

#### Druga rana
Niedostateczne wykształcenie kleru. Dawniej księża byli kształceni przez biskupów, teraz są seminaria z „małymi książkami” i „małymi mistrzami”. Jest to ostra krytyka scholastyki i katechizmów. Lekarstwo: konieczność powiązania nauki i pobożności.

#### Trzecia rana
Niezgoda między biskupami. Jest tu ostra krytyka biskupów. Rosmini zarzuca im: zajmowanie się polityką, co jest obce posłudze kapłańskiej, ambicje, serwilizm w stosunku do władzy świeckiej, troskę o obronę za wszelką cenę dóbr kościelnych. Lekarstwo: odstąpienie od obrony dóbr doczesnych, wyrzeczenie się bogactw, wprowadzenie pensji państwowej.

#### Czwarta rana
Mianowanie biskupów przez władzę świecką. Rosmini analizuje ten problem od strony historycznej i krytykuje współczesne mu konkordaty, w których Stolica Apostolska przyznała to władzy świeckiej. Lekarstwo: Rosmini niezbyt jasno proponuje powrót do wybierania biskupów przez wiernych.

#### Piąta rana
Służebność wobec doczesnych dóbr Kościoła. Rosmini opowiada się za koniecznością dobrowolnych ofiar na rzecz Kościoła zamiast serwitutów nakazanych przez władzę kościelną przy poparciu państwa. Proponuje rezygnację z przywilejów i ujawnianie bilansów.

## Dzieła
- Il giorno di solitudine (1814-16)
- Delle divisioni logiche (1816)
- Esame della ragione (1816)
- Metafisica giovanile (1817-22)
- Delle lodi di S. Filippo Neri (1818)
- Del modo di catechizzare gl’ idioti di Santo Aurelio Agostino, vescovo d’Ipona (1819)
- Statuti per la „Società degli Amici (1819)
- Appunti per una storia dell’umanità (1820)
- Tavole di Teologia (1821)
- Della Educazione Cristiana (1820-21)
- Storia dell’Amore cavata dalle divine Scritture (1821)
- Lettera sopra il cristiano insegnamento (1821)
- Sistema delle cognizioni umane, o Contemplazione del Piano generale delle scienze (1821)
- De Sibyllis lucubratiuncula (1822) (praca dyplomowa)
- Saggio sulla felicità, detto poi Sulla speranza contro alcune idee di Ugo Foscolo (1822)
- Saggi di scienza politica (1822)
- Panegirico alla santa e gloriosa memoria di Pio VII (1823)
- De divi Thomae Aquinatis studio apud recentiores theologos instaurando (1823)
- Costituzioni degli Accademici Agiati di Rovereto (1823)
- Esame delle opinioni di Melchiorre Gioia in favore della moda (1824)
- Volgarizzamento della vita di S. Gerolamo (1824)
- La carta di scusa. Dialogo (1825)
- Sulla divina Provvidenza nel governo dei beni e dei mali temporali (1825)
- Saggio sull’unità dell’educazione (1825)
- Sull’idillio e la nuova letteratura (1825)
- Sulla classificazione dei sistemi filosofici e sulle disposizioni necessarie a ritrovare il vero, lettera a Luigi Bonelli (1825)
- Galateo dei letterati (1827)
- Sulla definizione di ricchezza (1827)
- Breve esposizione della filosofia di Melchiorre Gioia (1827)
- Sui confini dell’umana ragione nei giudizi intorno alla Divina Provvidenza (1827)
- Il principio di ragion sufficiente applicato alla divina Provvidenza (1827)
- Opuscoli filosofici I (1827)
- Opuscoli filosofici II (1828)
- Constitutiones Societatis a Charitate nuncupatae (1828)
- Descrizione dell’Istituto della Carità (1829)
- Frammenti di una storia dell’empietà (1828-29)
- Massime di perfezione cristiana (1826-30)
- Nuovo Saggio sull’Origine delle Idee (1828-30)
- Principi della scienza morale (1830-31)
- Come si possano condurre gli studi filosofici (1831)
- Antropologia in servizio della scienza morale (1831-32)
- Antropologia soprannaturale (1832-36)
- Discorsi parrocchiali e Istruzioni catechistiche (1834-35)
- Il rinnovamento della filosofia in Italia proposto da C. T. Mamiani della Rovere ed esaminato da Antonio Rosmini Serbati (1836)
- Storia comparativa e critica dei sistemi intorno al principio della morale (1836)
- Regole dell’Istituto della Carità (1837)
- Sulla filosofia di Victor Cousin o sull’eclettismo francese (1837)
- Catechismo disposto secondo l’ordine delle idee (1838)
- La società e il suo fine (1837)
- La sommaria ragione per la quale stanno o rovinano le umane società (1837)
- Conferenze sui doveri ecclesiastici (1838-1847?)
- Del principio supremo della Metodica e di alcune sue applicazioni in servigio dell’umana educazione (1839-40)
- Trattato della coscienza morale (1839)
- Manuale dell’Esercitatore (1839)
- Annotazioni ai „Principi di filosofia per gli iniziati alle matematiche” dell’ab. Valperga Caluso (1840)
- Filosofia del Diritto (1840-41)
- Della naturale Costituzione della società civile (1841)
- Sulla definizione della legge morale (1841)
- Sulla teoria dell’essere ideale (1841)
- Dottrina del peccato originale. Risposta al finto Eusebio Cristiano (1841)
- Nozioni di peccato e di colpa illustrate (1841-42)
- Il razionalismo che tenta insinuarsi nelle scuole teologiche additato (1841-42)
- Diario filosofico di Adolfo (1843?)
- Psicologia (1843-1846)
- Saggio sulla Statistica (1844?)
- Sistema filosofico (1844)
- Difficultà che l’ab. Gioberti muove alla filosofia dell’ab. Rosmini ridotte a Sillogismo con le loro risposte (1845)
- Compendio di Etica e breve storia di essa (1845-1846)
- Teodicea (1845)
- Vincenzo Gioberti e il Panteismo (opublikowane anonimowo) (1846-1853)
- Teosofia (1846-1854)
- Ontologia (1846-1854)
- L’idea (1846-1854)
- La dialettica (1846-1854)
- Il reale (1846-1854)
- Saggio storico critico sulle categorie (1846-1854)
- Aristotele esposto ed esaminato (1846-1854)
- Del divino nella natura (1846-1854)
- Saggio sul Comunismo e Socialismo (1847)
- La Costituzione civile secondo la giustizia sociale; Sull’unità d’Italia (1848)
- Il Cantico di Maria Vergine dichiarato (1848)
- Progetto di Costituzione per lo Stato Romano (1848)
- Delle Cinque Piaghe della Santa Chiesa (1832-48)
- Lettere sulle elezioni vescovili a clero e popolo (1848-1849)
- Voto sulla definizione del Dogma dell’Immacolata Concezione della B.V. Maria (1849)
- Operette Spirituali; Massime di perfezione; Catechismo secondo l’ordine delle idee; Discorsi; Maniera di assistere alla S. Messa; Salmi tradotti con annotazioni cavate dai SS. Padri; Cantico di Maria Vergine (1849)
- Introduzione al Vangelo secondo S. Giovanni commentata (1849)
- Risposta ad Agostino Theiner contro lo scritto di lui „Lettere storico-critiche intorno alle Cinque Piaghe della Santa Chiesa” (1849-50)
- Della Missione a Roma (1850-51)
- La Carità (1851)
- Discorso sugli Studi dell’Autore (1850)
- Preliminare alle opere ideologiche (1851)
- Logica (1850-51)
- Scritti sul matrimonio (1847-1853)
- Del linguaggio teologico (1854)
- Epistolario (prawie 10 000 listów w 13 tomach) (1813-1855)